# Bernd Montag

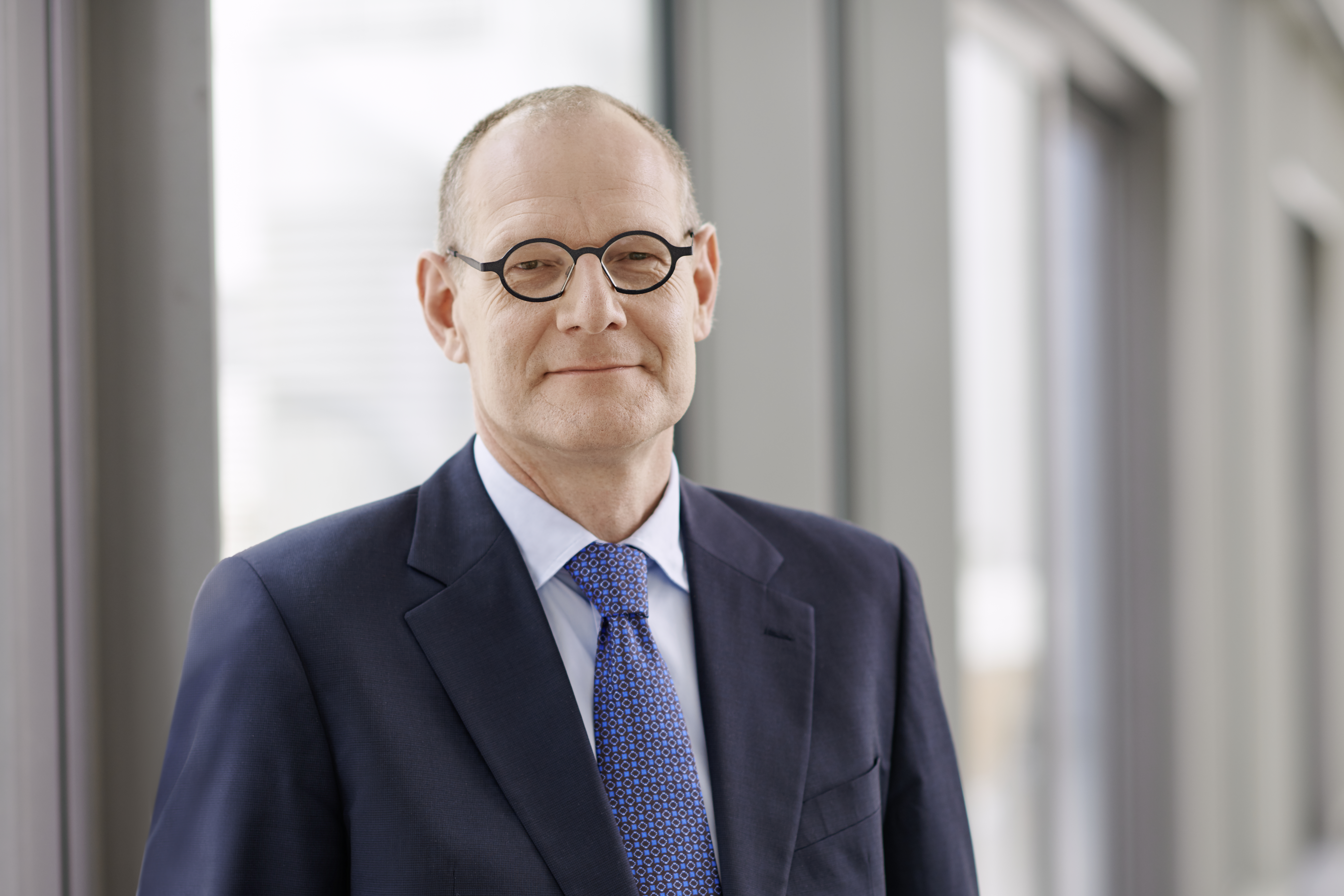
Bernd Montag

 Bernhard „Bernd“ Montag (* 16. April 1969 in München) ist ein  deutscher Manager und ehemaliger Basketballspieler. Seit 2015 ist er Geschäftsführer von Siemens Healthineers. Vorher spielte der 2,05 Meter lange Innenspieler für Bamberg in der Basketball-Bundesliga und war zudem Junioren-Nationalspieler.

## Sportliche Laufbahn
Montag wuchs in Ottobrunn nahe München auf. Er spielte Basketball für die SG München. 1987 nahm er mit der bundesdeutschen Auswahl an der Junioren-Weltmeisterschaft teil, 1988 war er Mitglied der deutschen Mannschaft, die bei der Junioren-Europameisterschaft ins Rennen ging.
Zur Spielzeit 1988/89 wechselte Montag zur TTL Bamberg in die Basketball-Bundesliga. Parallel dazu nahm er ein Physikstudium an der Universität Erlangen-Nürnberg auf, das er mit einer Promotion abschloss. Später wechselte Montag von Bamberg zum nahegelegenen Zweitligisten TSV Breitengüßbach, für den er noch bis 1999 spielte.

## Berufliche Karriere
Beruflich wurde Montag für den Siemens-Konzern tätig. Er war in dem Unternehmen zunächst im zentralen Qualitätsmanagement und im Vertrieb der Hörgerätesparte beschäftigt. 
1999 wechselte er in den Bereich der bildgebenden Systeme, wo er im Produktmanagement für Computertomographie und ab 2001 als Marketingleiter für das Magnetresonanz-Geschäft arbeitete. 2004 übernahm er die Gesamtverantwortung für die Computertomographie und wurde 2008 als Leiter der Abteilung Imaging & IT tätig. 2010 wurde Bernd Montag Leiter der Abteilung Imaging & Therapy Systems. Seit 2015 ist er Geschäftsführer von Siemens Healthineers. 
Montag ist darüber hinaus Mitglied des Senats der Deutschen Akademie der Technikwissenschaften (acatech).